# Абд ал-Азиз (Тимурид)
Абд ал-Азиз (? — 30 октября 1449) — царевич из рода Тимуридов, младший сын Улугбека и внук Шахруха.

## Биография
Был младшим сыном Улугбека,  выдающегося государственного деятеля и учёного; его матерью была Султан Малик Ага. Вырос при дворе отца в Самарканде. Царевич считался любимым сыном своего отца. В 1434 году отец присвоил ему титул хакана; от его имени в Самарканде возводились постройки. В 1448 году участвовал вместе с отцом и старшим братом Абд аль-Латифом в войне против царевича Ала уд-Даулы-мирзы. В войске он командовал правым крылом; в ходе битвы при Тарнабе Ала-уд Даула был разбит.
Весной 1449 года Улугбек начал войну со своим сыном Абд аль-Латифом. Отправляясь в поход, он поручил Самарканд младшему сыну Абд ал-Азизу, но в лагерь Улугбека пришли вести, что Абд ал-Азиз притесняет семьи сторонников Улугбека. Опасаясь за своё положение, Улугбек написал ему письмо с угрозами и вернулся в Самарканд из-за угрозы мятежа против сына. Вернувшийся Улугбек усмирил мятежников и взял сына в поход, поручив Самарканд Мираншаху–каучину.
Осенью 1449 года войско Улугбека и Абд ал-Азиза было разбито армией Абд аль-Латифа. Улугбек и его сын хотели скрыться в Самарканде или Шахрухии, но градоначальники, изменив Улугбеку не позволили войти в город; Улугбек сдался старшему сыну. 
Был убит по приказу старшего брата спустя несколько дней после убийства отца, которое также было совершено по приказу Абд аль-Латифа.